# 小行星10895
小行星10895（10895 Aynrand）是一颗绕太阳运转的小行星，为主小行星带小行星。该小行星于1997年10月11日发现。

## 轨道参数
小行星10895的轨道半长轴为2.2636425 UA，离心率为0.074。